# 雨生歡禧城
《雨生歡禧城》是豐華唱片为了纪念已故歌手張雨生而制作的一套音樂專輯，从張雨生60多首遗作中选出的14首歌曲组成，是为了纪念張雨生而制作的。該專輯是由張雨生的父母整理遺作，並邀請歌手參與，参与演唱的歌手有張小燕、张惠妹、陶晶瑩、五月天、信樂團、范瑋琪、路嘉怡、范逸臣、東方快車合唱團、黃磊、曾寶儀、卜學亮、黃子佼、張宇飛、蘇芮、張清芳、葉歡、庾澄慶、林子良、施易男、殷悅等人。

## 曲目
CD1 雨生原創DEMO
1. Only Once
2. 小時候
3. 我的愛
4. 愛過了頭
5. 哭泣與耳語
6. 傳言
7. 你贏
8. 寂寞
9. 單身旅記
10. 甩開
11. 眼睛裡的湖水
12. 'O Sole Mio
13. 風留給春天
14. 有一道彩虹

CD2 雨生歡禧城
1. 小時候-五月天
2. 眼睛裡的湖水-張清芳
3. 甩開-信樂團
4. 你贏-蘇芮
5. 愛過了頭-范逸臣
6. 哭泣和耳語-張惠妹
7. Only Once-庾澄慶
8. 我的愛-范瑋琪
9. 單身旅記-陶晶瑩
10. 寂寞-東方快車
11. 風留給春天-葉歡
12. O Sole Mio-林子良/卜學亮/施易男/Dj Johnny/范逸臣
13. 傳言-張宇飛
14. 有一道彩虹-張清芳/范逸臣/張小燕/黃磊/殷悅/林子良/路嘉怡/黃子佼

## 外部連結
- Only Once （页面存档备份，存于）
- 小時候 （页面存档备份，存于）
- 我的愛 （页面存档备份，存于）
- 愛過了頭
- 哭泣與耳語 （页面存档备份，存于）
- 傳言 （页面存档备份，存于）
- 你贏 （页面存档备份，存于）
- 寂寞 （页面存档备份，存于）
- 單身旅記
- 甩開 （页面存档备份，存于）
- 眼睛裡的湖水 （页面存档备份，存于）
- 'O Sole Mio （页面存档备份，存于）
- 風留給春天 （页面存档备份，存于）
- 有一道彩虹 （页面存档备份，存于）